# Marion Gray
Pour les articles homonymes, voir Gray.
Marion Cameron Gray (26 mars 1902 – 16 septembre 1979) est une mathématicienne écossaise qui a découvert un graphe avec 54 sommets et 81 bords tout en travaillant à American Telephone & Telegraph. Le graphe est communément connu comme le graphe de Gray.

## Enfance et éducation
Marion Gray est née à Ayr, en Écosse, le 26 mars 1902, de Marion (née Cameron) et de James Gray. Elle est scolarisée au lycée d'Ayr (1907-1913) et l'Ayr Academy (1913-1919). En 1919, elle s'inscrit à l'Université d'Édimbourg , où elle est diplômée en 1922 avec les honneurs en mathématiques et en philosophie naturelle. Elle a continué à l'Université pour une période de deux ans en tant que post-doctorante en mathématiques, où elle a été supervisée par Edmund Taylor Whittaker. Elle a rejoint la Société mathématique d'Édimbourg où elle a présenté plusieurs de ses articles, dont « The equation of telegraphy » et « The equation of conduction of heat ». Elle a été élue au Comité de la Société en novembre 1923 et a continué en tant que membre tout au long de sa carrière.
En 1924, elle a voyagé aux États-unis avec l'aide à la fois d'une bourse d'études pour diplômés britanniques et d'une bourse Carnegie pour étudier au Bryn Mawr College, en Pennsylvanie, où elle a obtenu un doctorat sous la supervision d'Anna Johnson Pell Wheeler. Son sujet de recherche est A boundary value problem of ordinary self-adjoint differential equations with singularities.
Après l'obtention de son doctorat, Gray retourne à Edimbourg pour prendre un poste d'assistante d'université en philosophie naturelle à l'Université d'Édimbourg. Elle a occupé le poste pendant une année avant d'aller à Londres, où elle a été assistante en mathématiques à l'Imperial College London durant trois ans.

## Emploi et graphe de Gray

Le Graphe de Gray, organisé de façon à montrer sa construction à partir d'une grille 3d

En 1930, elle a été nommée au poste d'assistante ingénieure du Département de Développement et de la Recherche de l'American Telephone and Telegraph Company à New York. Tout en travaillant, elle y a découvert un inhabituel semi-graphe cubique symétrique avec 54 sommets et trois arêtes sortant de chaque sommet, formé comme le graphe d'incidence de 27 points et 27 lignes dans une grille 3×3×3 en trois dimensions. Il a depuis été démontré que c'est le plus petit semi-graphe cubique symétrique possible. Pensant que c'était une découverte théorique sans application pratique, Gray n'a pas publié les résultats de ses recherches. Trente-six ans plus tard, I. Z. Bouwer le redécouvre et décrit le graphe et il a expliqué comment il pourrait répondre à des questions concernant les types de symétrie. Le graphe est communément connu comme le graphique de Gray. Aujourd'hui, lui et des graphiques similaires sont cruciaux dans la théorie des réseaux.
En 1934, Gray rejoint les Laboratoires Bell Telephone et elle y est restée durant plus de 30 ans, jusqu'à son départ à la retraite.
Outre ses propres articles de recherches, Gray a compilé de nombreuses revues de publications sur la physique mathématique et a siégé dans le comité lié au gouvernement américain qui a élaboré le Handbook of Mathematical Functions. Elle est restée membre actif de diverses sociétés professionnelles mathématiques tout au long de sa carrière.
Gray était connue pour son soutien à de jeunes collègues. L'un d'eux écrit de l'époque où il travaillait dans les Laboratoires Bell en 1957, « Dans [mes calculs], j'ai été aidé par une petite vieille dame, Marion Gray, un des meilleurs mathématiciens de Bell à l'époque. ».

## Fin de vie
Après sa retraite en 1967 Gray est de retour à Edimbourg, où elle est décédée en 1979, âgé de 77 ans.

## Reconnaissance
Marion a fait partie de la campagne d'affichage à la Bibliothèque nationale d'Écosse intitulée « Celebrating Scottish women of science » qui s'est déroulée du 1er mars au 30 avril 2013.